# Jonte Hultkrantz
Alfred Daniel Jonatan "Jonte" Hultkrantz, född 20 maj 1889 i Gillberga församling, Värmlands län, död 30 november 1957 i Högestads församling i dåvarande Malmöhus län, var en svensk företagsledare.
Hultkrantz blev juris kandidat 1913, extra ordinarie hovrättsnotarie 1913, genomförde tingstjänstgöring 1913–16 och diplomerades från Handelshögskolan i Stockholm 1918. Han blev ombudsman hos Hemsjö Kraft AB 1919 och hos Sydsvenska Kraft AB 1920. Hultkrantz blev vice verkställande direktör för Sydsvenska Kraft AB 1922 och dess verkställande direktör 1931–56. Han var även vd för Finsjö Kraft AB och Djupafors Fabriks AB.
Han var ordförande i lokalstyrelsen för Smålandsbanken, vice ordförande i styrelsen för Malmö sparbank och förste vice ordförande Svenska vattenkraftföreningen. Han var styrelseledamot i Svenska Elverksföreningen, lokalstyrelsen för Malmö högre allmänna läroverk och Krångede AB.
Hultkrantz gifte sig 1922 med Ingeborg Schmitz (1893–1968), dotter till August Schmitz och Elisabeth Buerbank. Hans dotter Marianne var i första äktenskapet mor till Carl Piper. Hon var senare gift med Ian D. Hamilton.